# Paradictyna
Paradictyna is een geslacht van spinnen uit de  familie van de Dictynidae (kaardertjes).

## Soorten
- Paradictyna ilamia Forster, 1970
- Paradictyna rufoflava (Chamberlain, 1946)